# رينيه فيفياني
رينيه فيفياني (بالفرنسية: René Viviani)‏ سياسي فرنسي (8 نوفمبر 1863-7 سبتمبر 1925) تولى رئاسة الوزارة في الجمهورية الفرنسية الثالثة من 13 يونيو 1914 إلى 29 أكتوبر 1915.
تولى رئاسة الوزارة في جو من السلام، لكن بعد خمسة عشر يوماً فقط من توليه رئاسة الحكومة، وقع حادث اغتيال الأرشيدوق النمساوي فرانز فرديناند في 28 يونيو 1914، مما أدى إلى تدهور سريع في العلاقات الدولية الأوروبية أدى إلى إعلان الإمبراطورية الألمانية الحرب على روسيا، وفرنسا في بداية أغسطس 1914، ومن ثم كان لزاماً على فيفياني إدارة الصراع في السنة الأولى من الحرب.

## روابط خارجية
- رينيه فيفياني على موقع الموسوعة البريطانية (الإنجليزية)